# La Nueve ou les Oubliés de la victoire

La Nueve ou les Oubliés de la victoire est un documentaire français réalisé en 2009 par Alberto Marquardt,,,. Il traite de la Nueve, une compagnie qui enrôlait pendant la Seconde Guerre mondiale 160 hommes, dont 146 Républicains espagnols souvent anarchistes, mais aussi des soldats français, sous commandement français. Tous avaient combattu lors de la Libération de l'Afrique du Nord, puis participèrent à la libération de la France.

## Synopsis
Premiers soldats de la France libre à entrer dans Paris occupé le 24 août 1944, les républicains espagnols de « la Nueve », la 9e compagnie de la 2e DB de l’armée Leclerc, sont les héros oubliés et trahis de la victoire alliée contre les nazis. Véritables combattants de la liberté, ces républicains espagnols se sont battus sans relâche depuis 1936 et durant plus de 10 ans contre le fascisme en Europe. Composée d’anarchistes, de socialistes et de républicains modérés, de son exil forcé en France au défilé de la Libération en passant par sa victoire contre l’armée la plus puissante du monde, l’Afrika Korps de Rommel. En 1945, enfin victorieux, ils ont vu leur rêve de ramener la liberté en Espagne se briser contre la logique de la guerre froide : Franco épargné devient l’allié du monde libre. Luis Royo et Manuel Fernandez sont les derniers survivants de cette passionnante épopée. Chez eux, pas la moindre amertume ou récrimination. Avec une grande tranquillité, beaucoup de lucidité et d’humour, ils reviennent sur leur histoire, certains d’avoir fait ce qu’il fallait faire… Et si c’était à refaire ? Ils n’hésiteraient pas une seule seconde...

## Fiche technique
- Réalisation, image : Alberto Marquardt
- Montage : François Althabégoïty, Michèle Courbou
- Assistante de réalisation : Andrea Martinez
- Narratrice : Christine Gagnieux
- Musique : Florencia Di Concilio
- Année de sortie : 2009
- Durée : 53 min.
- Producteur : Point du Jour
- Distributeur : Point du Jour International